# 俄羅斯媒體

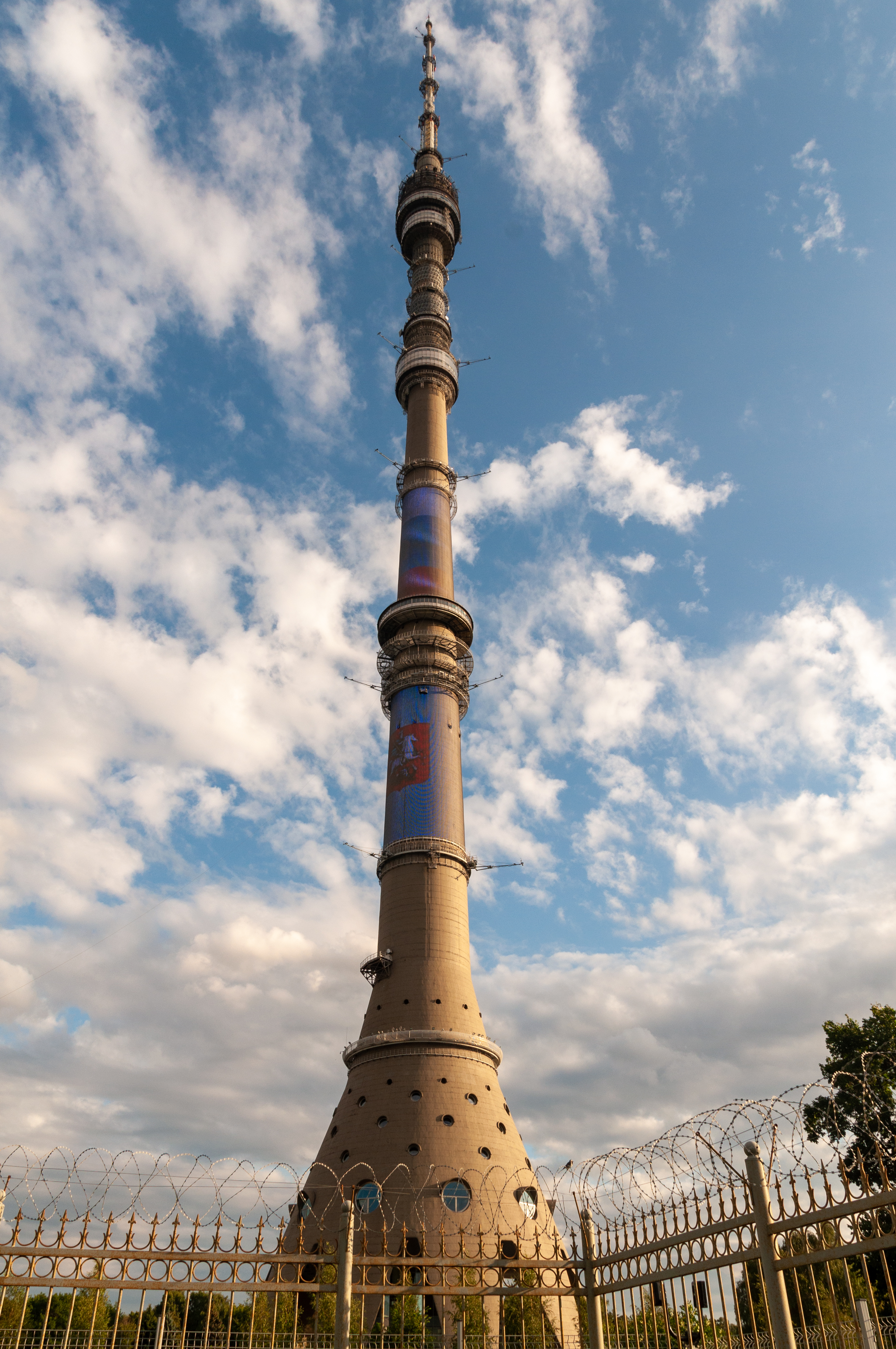
奧斯坦金諾電視塔

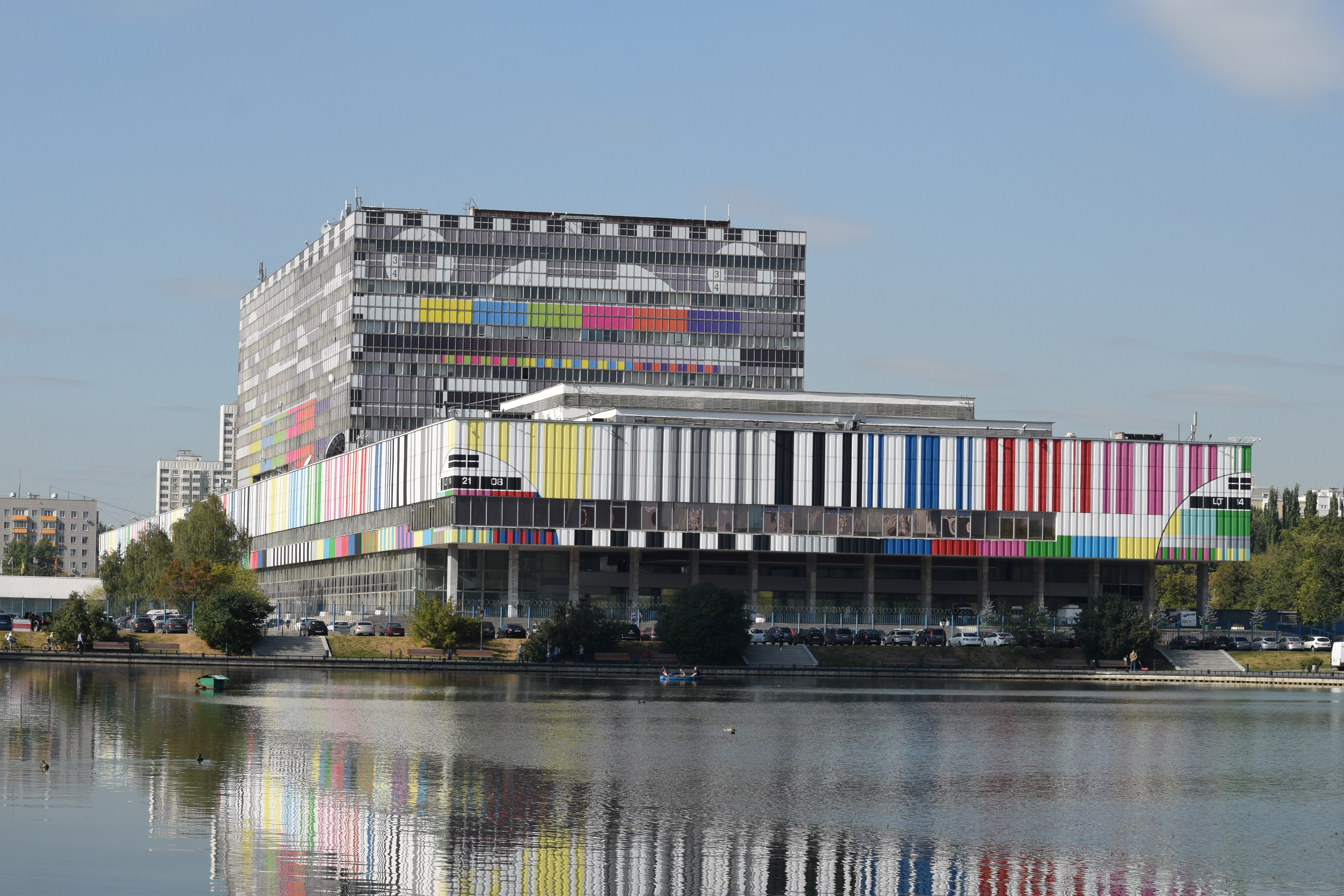
奧斯坦金諾技術中心

俄羅斯媒體包含電視、雜志和報紙等媒介，均由國有企業或牟利公司經營，依賴廣告、訂閲和其他與銷售相關的收入維持營運。虽然《俄羅斯聯邦憲法》保障言論自由，但該國媒體仍面臨政府和自我審查的困境。 
俄羅斯有83,000多家活躍且正式注冊的媒體，以102種語言發佈信息。媒體機構細分比例如下：雜志37%，報紙28%，網絡媒體11%，電視10%，廣播7%和新聞機構2%。印刷媒體佔所有媒體三分之二，在媒體中具有主導地位。 俄羅斯媒體機構需要取得傳播信息許可證。所有媒體機構中，63%可以在俄羅斯境内傳播信息，35%可以在國外廣播，15%在獨聯體地區。 
無國界記者根據組織對新聞自由指數的評估，編製和發佈國家新聞自由年度排名。2016年俄罗斯在179個國家中排名第148位，比上一年度年下降6位，主要是因為普京再次擔任總統。自由之家也編製了類似的排名，2013年俄羅斯在197個國家中排第176位，與蘇丹和埃塞俄比亞屬同一水平。保護記者委員會指出，俄羅斯自1992年以來，是遇害記者人數排名第10的國家，26人是2000年初以來死亡，其中4人是俄羅斯《新報》記者。使俄羅斯成為“殺害記者（且完全不受懲罰）人數”世界排名第9。 
2014年12月，俄羅斯調查網站發佈了由黑客組織Shaltai Boltai泄露的電子郵件，表明弗拉基米爾·普京政府成员鐵木爾·普羅科彭科与俄羅斯記者有密切聯繫，其中一些人用他們自己的名字發表了來自克里姆林宮的文章。 
2022年俄罗斯入侵乌克兰后，总统普京签署第32-FZ號聯邦法律（外国媒体称之为“假新闻法”），在对乌克兰战争的報導中使用「攻擊」、「战争」、「入侵」和「宣戰」等类似词汇的记者将面临最高15年的监禁。该国的言论自由和新闻自由的环境随之恶化，所有发表反战言论的独立媒体和境外媒体纷纷遭到俄罗斯联邦政府的强力镇压而解散或撤离。

## 立法框架
俄羅斯憲法保護言論和新聞自由。然而，限制性立法和政治化司法制度令獨立記者在俄羅斯工作變得非常困難。  
俄羅斯媒體領域的主要法律包括：1991年大眾媒體法、2003年通信法和2006年信息、信息技術和信息保護法。法律後來也經過多次修改，其他聯邦法律也列明了一些具體情況，例如媒體對州當局和政黨的報道、競選活動報道和涉及國家安全報道的限制。

### 記者地位和自律
俄羅斯記者大會在1994年通過職業道德守則。然而，這守則基本上只是一紙空文，幾乎没有媒體工作者使用。 
《大众媒體法》規定了記者的權力和義務。 

## 媒體渠道

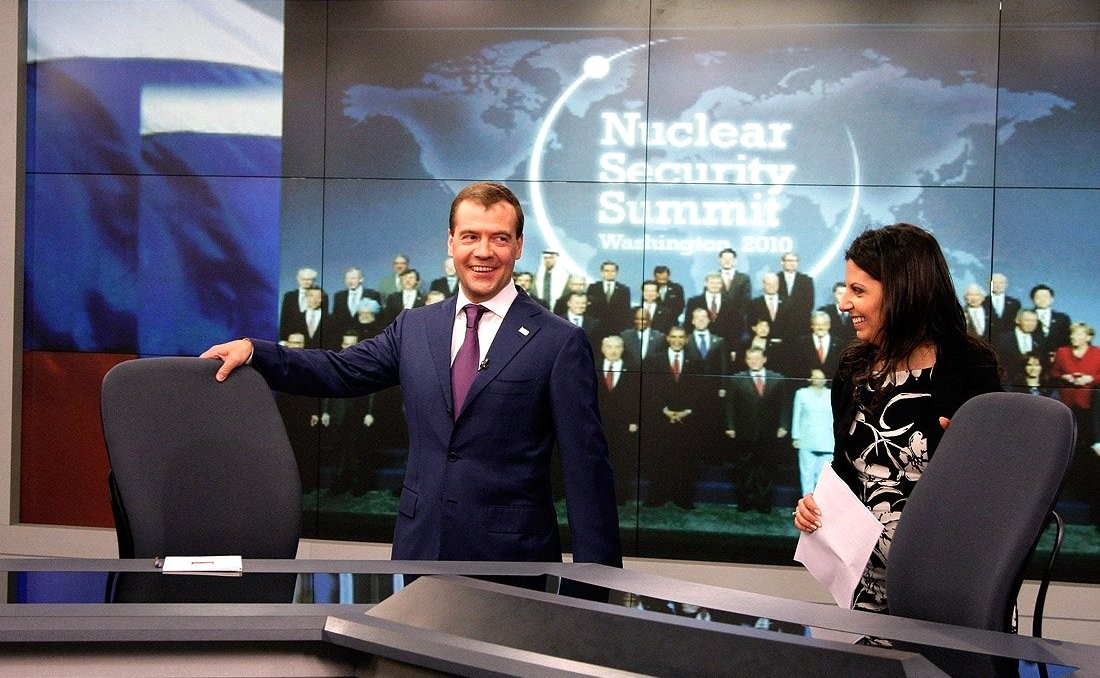
俄羅斯前總統德米特里·梅德韦杰夫与玛格丽塔·西蒙扬在RT电视台華盛頓演播室

俄羅斯是最早引進廣播電視的國家之一。雖然蘇聯時代的電視頻道很少，但在過去二十年，出現了許多新國營和私營廣播電台和電視頻道。俄羅斯的大眾媒體在2000年代持續發展，从1997年到2006年，期刊、廣播公司和電子媒體的數量增加了一倍多。2005年，國營英語RT电视台開始播出，阿拉伯语版本Rusiya Al-Yaum在2007年推出。

### 通訊社
俄羅斯三大通訊社包括塔斯社、俄新社和国际文传电讯社。 
- 塔斯社在1904年成立，是一家聯邦國有通訊社，在蘇聯時期以TASS名義運作。機構有500多名通訊員，以六種語言廣播，每天有350-650條新聞。2010年，塔斯社是世界四大新聞機構之一（另外三家是路透社、美聯社和法新社）。機構擁有俄羅斯最大的照片檔案館。 [25]
- 俄新社是另一家國有通訊社，1941年成立，前身是蘇聯新聞局，1991年更名俄羅斯新聞通訊社，通訊員派駐40個國家，以14種語言作廣播。 [25]
- 国际文传电讯社是一家私營新聞機構，隶屬國際文傳電訊資訊服務集團，在1989年成立，在東歐和亞洲設有30多家分社。它是蘇聯第一個非國營資訊頻道，在1993年成立俄羅斯第一家經濟領域專門的通訊社Interfax-AFI。 [25]

其他通訊社包括今日俄羅斯、REGNUM通訊社和Rosbalt。俄羅斯聯邦共有400多家新聞機構。 

### 印刷媒體
俄羅斯有400多份日報，涵蓋多個領域，以不同角度提供内容。 俄羅斯有8,978份報紙，年總發行量為82億份。雜志期刊6698份，年發行量16億冊。  根據聯合國教科文組織2005年公佈的統計數據，俄羅斯擁有世界上最多的報紙記者（102,300名），其次是中华人民共和国（82,849名）和美國（54,134名）。 
報紙是俄羅斯第二大歡迎的媒體，僅次於電視。地方報紙比全國性報紙更受歡迎，27%俄羅斯人定期閲讀地方報紙，40%人偶爾閲讀。至於全國性報紙，相應數字分别是18%和38%。

### 主要報紙
- 《消息報》——最古老的日報
- 《俄羅斯報》——國營日報
- 《共青團真理報》
- 《勞動報》
- 《生意人報》——新聞和商業導向日報
- 《莫斯科共青團員報》
- 《新報》——親反對派日報，以調查報道聞名。在2022年因反对俄罗斯军队对乌克兰发起的侵略行为而收到两次来自监察机构RKN的警告，宣布暂停运营，直到战争结束。[30][31]
- 《星火》——社會政治和文學插圖周刊
- 《文學報》——社會政治和文學周刊
- 《真理報》——俄罗斯联邦共产党官方三周報；

### 主要線上報紙
- Gazeta.ru——政治與商業
- Lenta.ru
- 《俄罗斯24》——國營線上報紙
- Pravda.ru——親政府线上小報（和《真理報》無關）

### 無線電廣播

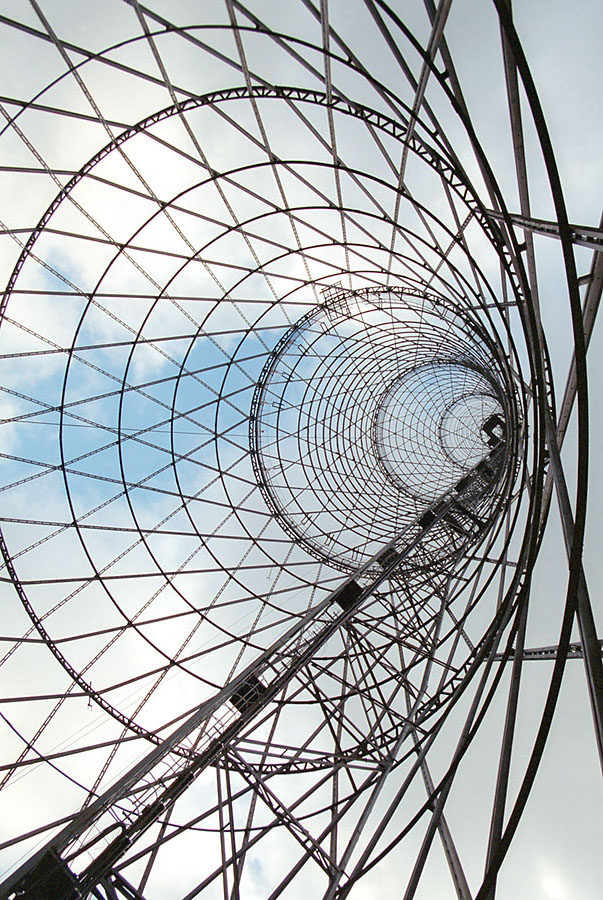
莫斯科舒霍夫塔為早期广播和電視廣播提供服務。

俄羅斯有三個主要全國性廣播電台：俄罗斯广播电台（覆蓋率：96.9%人口）、灯塔广播电台（92.4%）和尤諾斯特廣播電台（51.0%）。 大多數廣播電台都是廣播音樂，但也會提供新聞和分析報道。最著名的是獨立的俄羅斯天然氣工業股份公司控制的莫斯科迴聲，曾政治獨立而聞名。 
- 3ABN俄羅斯電梯 ——  國家與國際網絡
- 俄罗斯广播电台 —— 國家網絡
- 灯塔广播电台 —— 國營国家网络
- 尤諾斯特廣播電臺 —— 青年電臺
- 莫斯科迴聲
- Europa Plus ——  私營全國網絡
- Russkoye Radio —— 私營全國網絡
- 俄罗斯之声 —— 1929年成立的國營對外服務機構，以英語和其他英語進行廣播。

### 電視廣播
電視是俄羅斯最受歡迎的媒體，74%人口定期收看國家電視頻道，59%人口定期收看地區頻道。 全國共有電視頻道330個。 三個頻道覆蓋全國（俄羅斯領土覆蓋率超過90%）：第一頻道，俄羅斯-1和獨立電視台（NTV）。 英國廣播公司指，第一频道和俄罗斯-1都由政府控制，而國家控制的能源巨頭俄羅斯天然氣工業股份公司則擁有NTV。 2005年俄羅斯電視收視率，最受歡迎頻道是第一頻道（22.9%），其次是俄羅斯-1（22.6%）。受訪者本地的電視公司以12.3%的評分排第三。三個國營電視頻道都提供新聞和娛樂節目，而最受歡迎的純娛樂頻道STS（10.3%收視率）和TNT（6.7%）。最受歡迎體育頻道是俄罗斯-2（收視率1.8%），而最受歡迎的文化頻道是俄罗斯-K（收視率2.5%）。俄罗斯-K和俄罗斯-2的覆蓋率在所有俄羅斯電視頻道中排名第三和第四，俄罗斯-K覆蓋78.9%城市人口和36.2%的農村人口，俄罗斯-2則分别達到51.5%和15.6%。
地區性电视在俄羅斯相對流行，根据TNS2005年報告，地區觀众主要依賴地區頻道提供的新聞和分析報道。 
英語衛星頻道今日俄罗斯(RT)在2005年推出。以多種語言製作，在100多個國家或地區播出。Sputnik國際多媒體新聞服務在2014年推出，合并和取代了以前的服務。 

#### 主要電視頻道
- 3ABN俄羅斯- 國家和國際頻道 - 基督教電視臺
- 第一頻道——国家、國營頻道 - 新聞和娛樂
- 俄羅斯-1——国家、国營频道 – 新闻和娱乐
- 红星电视台——国家级，俄罗斯国防部管理
- 獨立電視台 ——国家、50%国有 – 新闻和娱乐
- 俄羅斯-K ——国有 – 文化和艺术
- 俄羅斯-2 ——国有 - 商业
- 俄罗斯24—— 国有 – 新闻频道
- 第五频道——国有 - 商业
- 中心电视台——莫斯科市政府管理 - 新闻和娱乐
- RT电视台——国家资助的国际英语新闻频道

### 電信

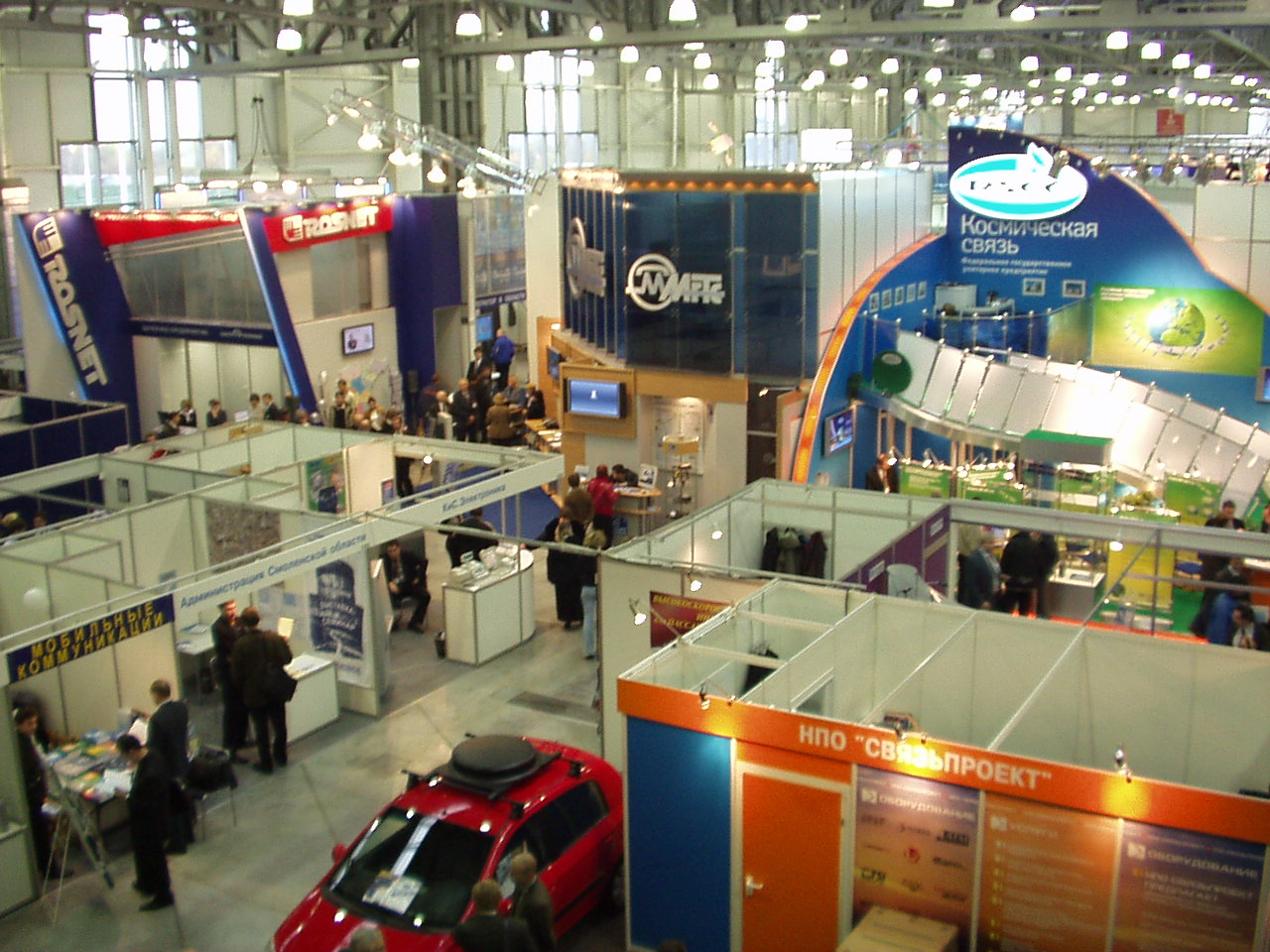
InfoCom-2004莫斯科电信展

1980年代以來，俄羅斯的电信系統發生重大變化，令今天有數千家公司獲批准提供通信服務。1990年蘇聯總統簽署的法令奠定了廣播自由化的基礎。电信主要通過《聯邦通信法》和《聯邦大眾媒體法》監管。
蘇聯時期的蘇聯通信部在1990年代改為通信和信息化部，2004年更名為信息技術和通信部，2008年更名為俄羅斯數碼發展、通信和大眾傳媒部。
俄羅斯主要的移动网络运营商包括VimpelCom（25.6％市場占有率）、 MegaFon（23％）和移动电信（34.2％）。其他運營商有Tele2、Uralsvyazinform 、Sibirtelecom、SMARTS等。截至2009年，行動電話普及率是78％（莫斯科為90％），而2005年是32％。 

### 互聯網

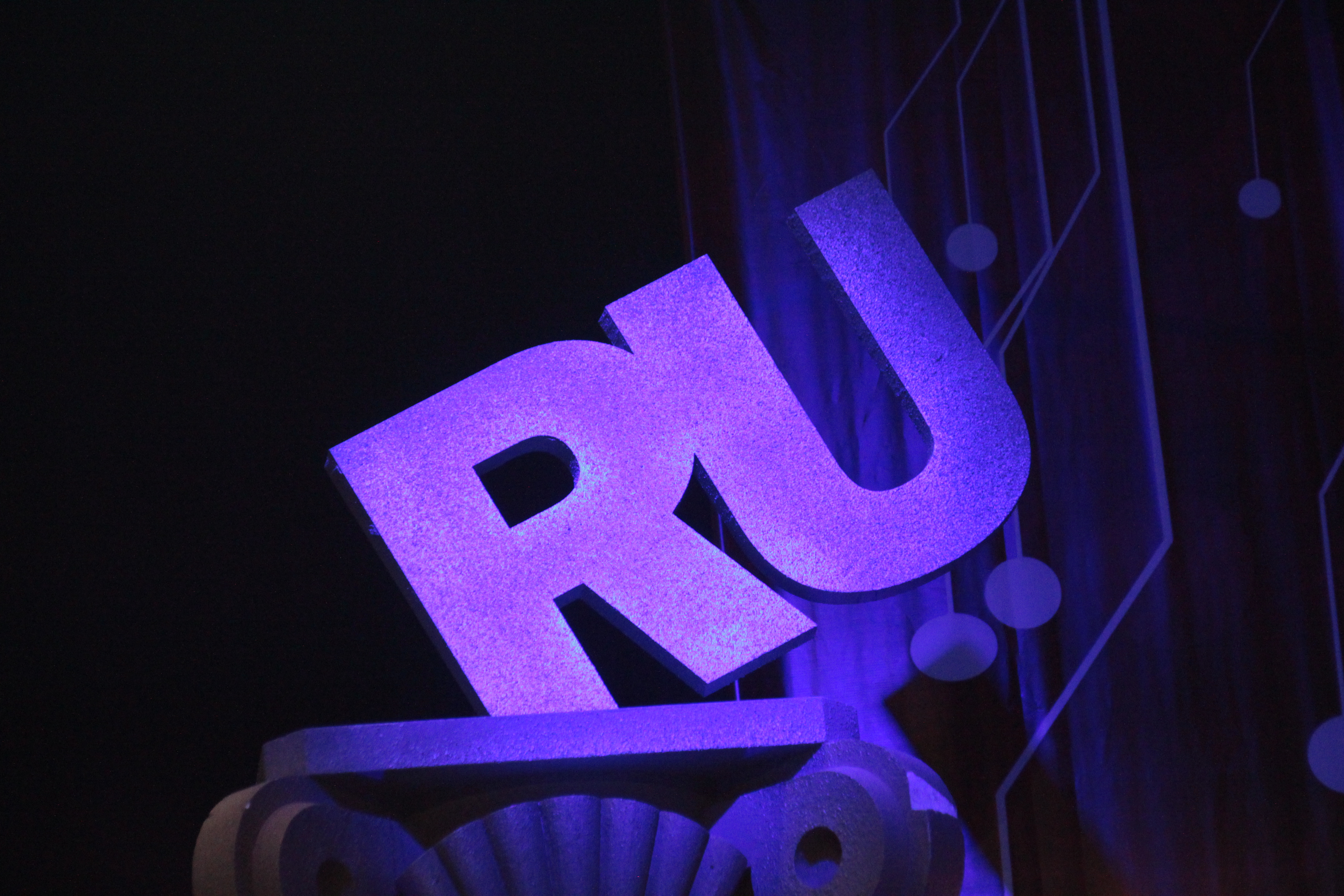
2009年Runet奖颁奖典礼上的Runet标志

俄羅斯境内的企業和家庭用户可以使用各種形式的互聯網接入，包括撥號、有线、DSL 、FTTH、移动通信、無线和衛星。2011年9月，俄羅斯在歐洲市場上，以最多在线獨立訪客數量超過德国。 2013年3月一項調查發現，俄語已成為網絡上第二常用語言。 
俄羅斯的网络也稱為俄网。
2009年，俄羅斯互聯網普及率達到35%，主要是城市地區的18-24歲人士。15%的俄羅斯人每天都使用互聯網，但仍有54%人從未使用過互聯網。49%互聯網用户在莫斯科——和聖彼特堡一樣，網絡連接較快、較便宜。  2014年互聯網滲透率升至71%，集中在主要城镇。 

## 媒體機構

### 概要
俄羅斯媒體機構面臨來自該國政府的施壓。2012年《外國代理人法》要求接受海外資助，從事政治活動的非政府組織必須在司法部登記成為外國代理人。為了避免長時間法庭訴訟，迫使非政府組織注冊，俄羅斯在2014年修訂法律，允許司法部在未經機構同意下直接替其注冊組織。2014年11月，司法部直接替兩個媒體支援組織進行登記。 

### 監管部門
2008年，聯邦通信與大眾傳媒部成立，負責四個下屬聯邦機構（聯邦新聞和大众傳媒機構、聯邦信息技術機構、聯邦通信和聯邦控制局）協調管理大衆媒體、通信和IT活動。 
俄羅斯聯邦文化部監管電影攝影。